# Hyalostylus
Hyalostylus is een geslacht van sponsdieren uit de klasse van de Hexactinellida.

## Soorten
- Hyalostylus dives Schulze, 1886
- Hyalostylus monomicrosclerus Tabachnick & Lévi, 2004